# Biserica Sfinții Apostoli Petru și Paul din Onești
Biserica „Sfinții Apostoli Petru și Paul” este o biserică romano-catolică din Onești, construită în perioada 1920-1945 și sfințită în anul 1946. Este sediul Decanatului de Trotuș.

## Populația și bisericile vechi
Populația catolică a Oneștiului este compusă din:
- ceangăi secui;
- unguri husiți veniți din Transilvania;

János Jerney a scris în cartea sa „Keleti utazása a' magyarok' őshelyeinek kinyomozása végett 1844 és 1845”  (în traducere „Călătoria în est pentru investigarea locurilor preistorice ale maghiarilor 1844-1845”, 1851) despre comunitatea catolică:
„Oneștii este sat de clasa I în Ținutul Bacău, ocolul Trotuș, moșia marelui boier Aslan, filiala Târgului Trotuș. S-au mutat în locul lor actual acum doi ani din partea de hotar numit Kót, comunitatea lor de 350 suflete, exceptând două familii de ceangăi, se compune din maghiari catolici, vorbitori de o limbă maghiară corectă, cei care trăiesc în case bine construite, ordonate.”
Tradiția orală a păstrat informația că locuitorii provin din Transilvania, iar majoritatea lor au emigrat aici în decursul secolului al XIX-lea. Așa își amintesc că „...au treierat la boieri, iar după aceea s-au angajat ca păstori de animale. Prima dată au mers la Bahana, de acolo boierul i-a adus aici. Erau numiți clăcași, au treierat pentru boier și, ca răsplată pentru munca lor, li s-a dat pământ.” Se mai spune că la începutul anilor 1800 un boier, cu numele Iurașcu, a adus coloniști din Transilvania. Sunt persoane care pot identifica pe strămoși ca originari din satele Lunga și Lemnia din Trei Scaune.
În nomenclatorul întocmit la îndemnul vicarului Giuseppe Salandri din Iași în 1857, în satul Onești, aparținător circumscripției Trotușului, trăiau 320 capete de secui imigranți, având ca limbă maternă maghiara.
În contextul reformei agrare, în 1866 lista împroprietăriților conținea 108 de nume de familii de catolici maghiari (catolici și „ungureni”) și 127 de nume de familii de români (moldoveni). Potrivit  acestor date, pe atunci, procentajul locuitorilor maghiari din sat era de 46 %. Numele de familie și prenumele au fost scrise cu ortografia limbii române, printre care se află:
- Andorca (Andorka)
- Baciu (Bács)
- Bator (Bátor)
- Bobosu (Babos)
- Borduc (Bardóc)
- Bortus, Bortusu (Bartos)
- Bratescu (Barátos)
- Bucioca (Buzsak)
- Cadar, Cadaru (Kádár)
- Cheschesu (Kecskés)
- Dobosu (Dobos)
- Ficioru (Ficsor, Fecsor)
- Forcosu (Farkas)
- Faravanu (Forró)
- Gabor (Gábor)
- Gondosu (Gondos)
- Imbrea (Imbre)
- Laslau (LászIó)
- Lucaciu (Lukács)
- Mariasu (Máriás)
- Marten (Márton)
- Mesterca (Mesterke)
- Mico (Miko)
- Moise (Mózsi, Mojzi)
- Paisu (Pais)
- Pișta (Pista)
- Pocociur (Pokocs)
- Racoșu (Rákos)
- Sasu (Szász)
- Sechelu (Székely)
- Simon (Simon)
- Tenchu (Tankó)

În cazul prenumelor, acestea aveau origini în: Ferenț, Ferențu, Feri – Ferenc, Janos, Janosu – János, Ianci, Janci – Jancsi, Joji – Józsi, Magda – Magda, Pistea – Pista, Treja – Trézsa. S-a remarcat și folosirea frecventă a formelor diminutivale: Feri, Joji (Józsi), Janci (Jancsi), Janos (János) Pișta (Pista).
Comunitatea catolică a avut mai multe lăcașuri de cult, construite în mai multe amplasamente. Prima biserică ar fi fost construită în secolul al XVII-lea, între dealul Buhoci și râul Oituz, unde a existat satul Stănești, cu circa 180 de familii catolice și cu o biserică de lemn, incendiată și distrusă de turci în anul 1682. O altă biserică a fost făcută din lemn, cu fundație de piatră, în actualul cartier Buhoci, fiind numită și „biserica ciuntită”, deoarece turnul acesteia a fost demolat de lovitura unui tun de sub dealul Perchiu (Perkő) de către tătari.

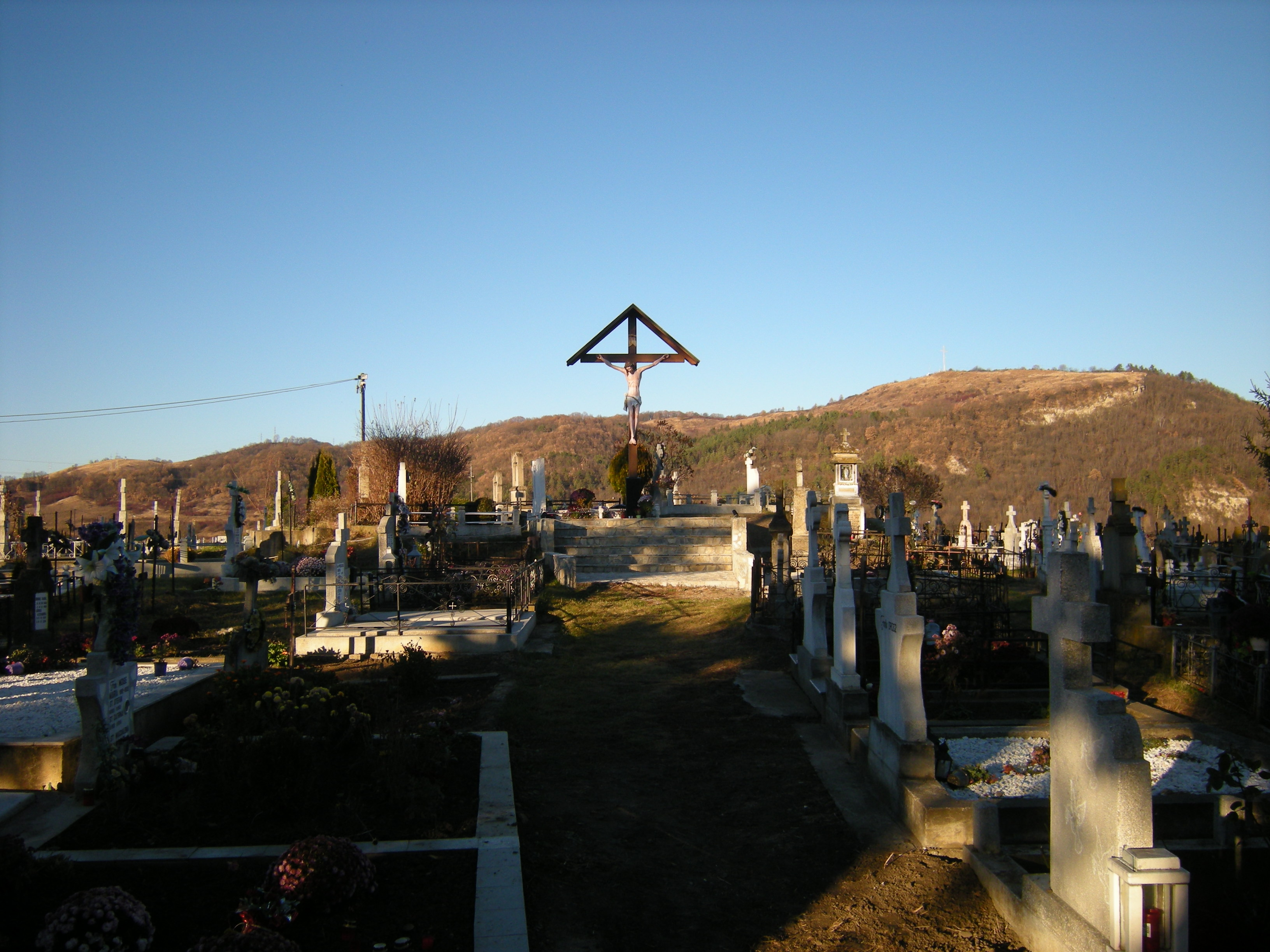
Amplasamentul fostei biserici ruinate. În prezent se distinge printr-un deal de pământ. La depărtare se află dealul Perchiu

Potrivit oneșteanului Mojzi András Péter, născut în 1842, al cărui străbunic a venit în Moldova din Mereni în ultimul sfert al secolului al XVIII-lea, i-a relatat lui Pál Péter Domokos în anii 1930 următoarele: „tătarii au căzut la învoială cu preotul și au dărâmat biserica plină de popor maghiar cu tunul, de pe muntele Perkő.” Despre tătari se știe că ultima dată au ajuns în Moldova la sfârșitul secolului al XVII-lea, fiind în concordanță cu dezvoltarea demografică a satului din secolul al XIX-lea. Ulterior a fost distrusă și în anul 1849 în urma confruntărilor dintre armatele rusești și detașamentele revoluționare ale generalului Józef Bem. La această biserică veneau și catolicii din Tuta care nu aveau încă o biserică proprie.
Pál Péter Domokos a declarat la acel moment că biserica se afla într-o stare de ruină avansată. În anii 1970 era folosită de localnici drept cavou. Capela ruinată avea sanctuarul orientat spre est și avea o lungime de 16 m și o lățime de 8 m. Pe locul fostei biserici se află mormântul preotului Eduard Sechel, fost paroh de Onești.
Locuitorii maghiari ai satului vecin, Gioseni, în loc de Onești foloseau denumirea în maghiară Szentpéter falu (în traducere „Satul Sfântului Petru”), deoarece icoana de altar din biserica din Onești îl reprezenta pe acest sfânt.

Biserica veche terminată în 1854

Conform „Schematismului Misiunii” din 1850, catolicii din comună erau în număr de 320, cu o biserică nouă în construcție. Biserica a fost terminată în 1854, fiind construită din lemn și era de mică dimensiune. Jákó Imets Fülöp⁠(hu)[traduceți] a numit-o „bisericuță”. Aceasta era situată în curtea actualei biserici, în partea de nord-vest, în locul unde se află grota închinată Sfintei Fecioare Maria de la Lourdes. Pál Péter Domokos a mai relatat că preoții care nu vorbeau limba maghiară nu tolerau limba nici în biserică, în ciuda decretului papal potrivit căruia nevoile spirituale ale credincioșilor trebuie să fie satisfăcute în limba lor maternă.
În anul 1900 existau 152 de familii cu 705 persoane de religie catolică.
Creșterea vertiginoasă a populației Oneștiului din primele decenii ale secolului XX-lea a determinat construirea unei biserici mai mari, mai ales datorită faptului că cea veche a fost afectată de cutremure, război și trecerea anilor.

## Biserica
Construcția bisericii a început prin intermediul parohului de Târgu Trotuș, Nazareno Cipolloni, la 15 septembrie 1920. Biserica are o arhitectură impunătoare, în stil neoromanic, fiind proiectată de arhitectul George Bellet, iar execuția a fost realizată de italianul Giuseppe Dimonti. Construcția a stagnat între anii 1928-1938 iar după 1938 lucrările au fost reluate. La 11 septembrie 1943 episcopul Mihai Robu a cerut continuarea și finalizarea lucrărilor. Episcopul Robu a murit în anul 1944. La 24 iunie 1946 episcopul Marcu Glaser, administratorul apostolic al Diecezei de Iași, a sfințit biserica, la acel moment încă nefinisată.
Lungimea edificiului este de 40 de metri (sau 36 de metri după alte surse) iar lățimea de 9 metri. Turnurile au fiecare câte 33 de metri înălțime. Zidăria este din cărămidă, de circa un metru grosime și se sprijină pe o fundație masivă de piatră. În turnul din dreapta, cel prin care se urcă în corul bisericii, sunt plasate trei clopote: cel mare (inscripționat 1969), unul mediu (inscripționat 2004) și unul mic (inscripționat 1877).
Sfinții protectori au rămas apostolii Petru și Paul, însă icoana de altar îl reprezenta doar pe apostolul Petru. Construcția bisericii impunătoare a fost criticată de Pál Péter Domokos din cauza sărăciei în care populația catolică se afla.
Biserica a fost mereu refăcută și adăugită: pictura a fost realizată în anul 1980 de frații Miltaller din Arad, a fost făcut prezbiteriul, s-au construit două sacristii, altarele, s-a reconstruit corul și altele. La realizarea interiorului, prin parohul Eduard Sechel, s-au placat pereții cu lambriu, s-au adus statui, Tabernacolul, calea Crucii, s-a înlocuit pardoseala cu marmură cât și mobilierul, conform arhitecturii bisericii, după un proiect realizat de arhitectul Nicolae Munteanu din Iași.
În anul 1998 biserica a fost renovată pe exterior, refăcându-se tencuiala, a fost pavată curtea, au fost făcute modificări la acoperiș și la centrala termică.

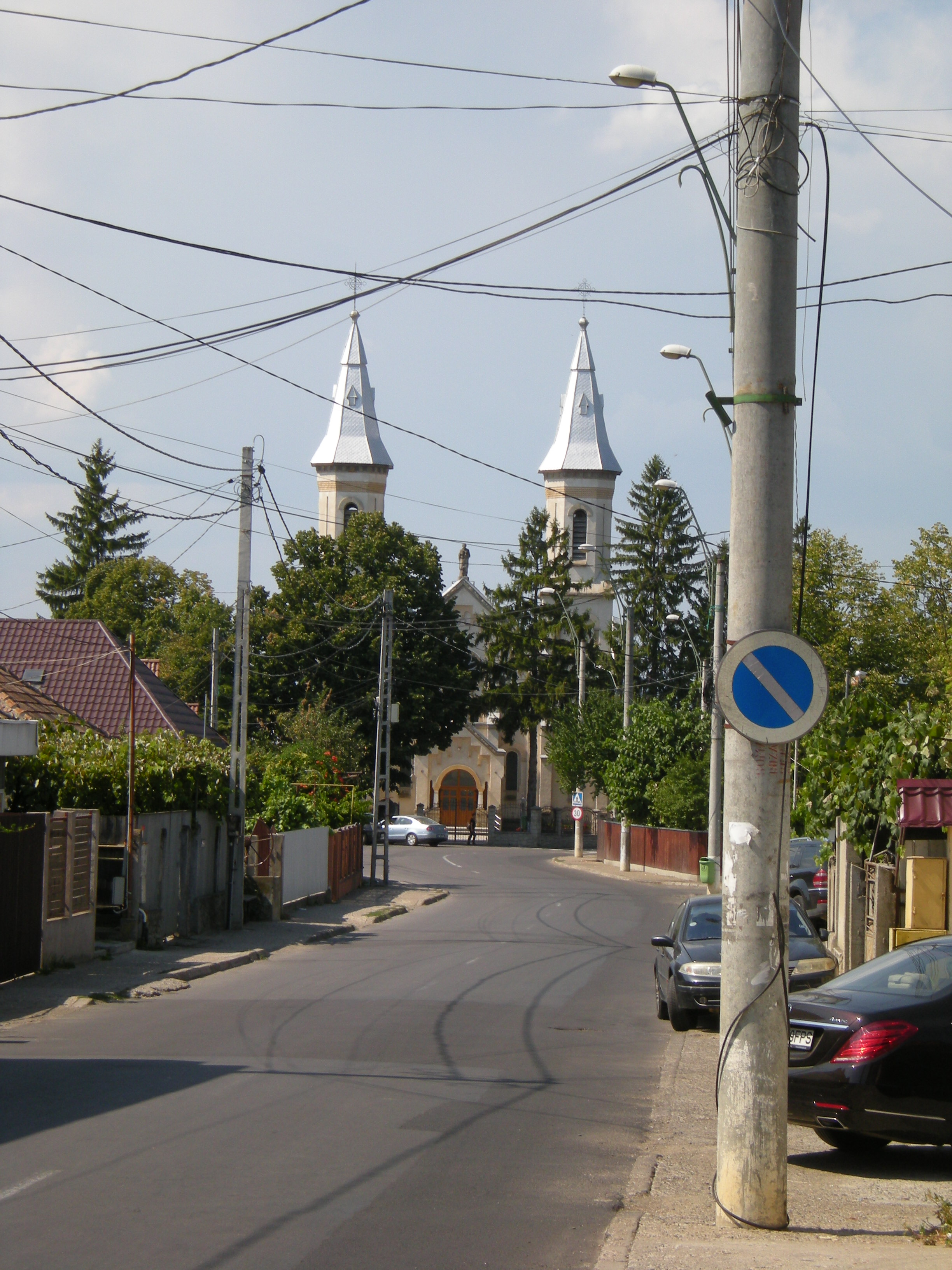
Biserica văzută de pe strada Sfinții Apostoli, în cartierul Satu Catolic
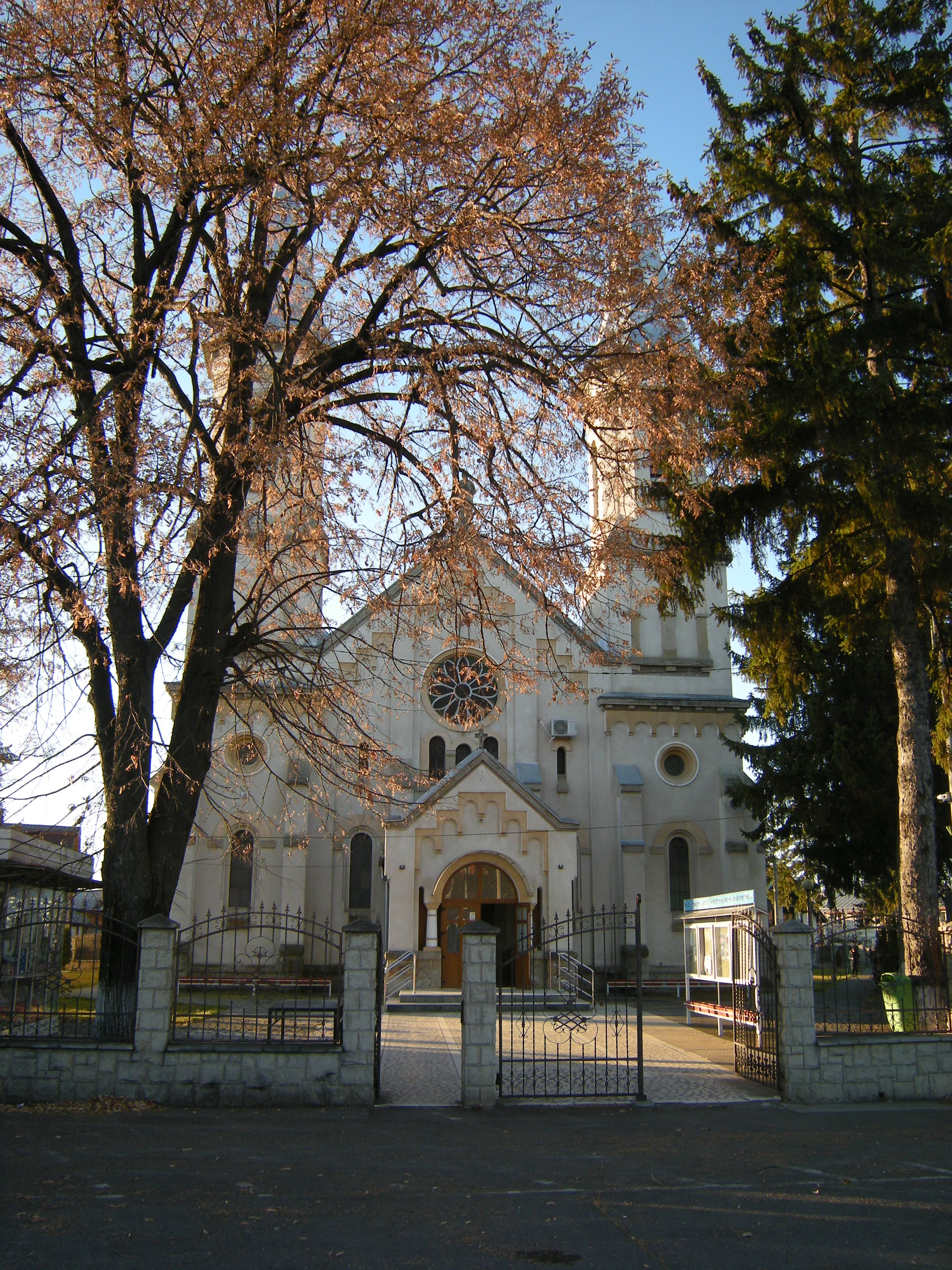
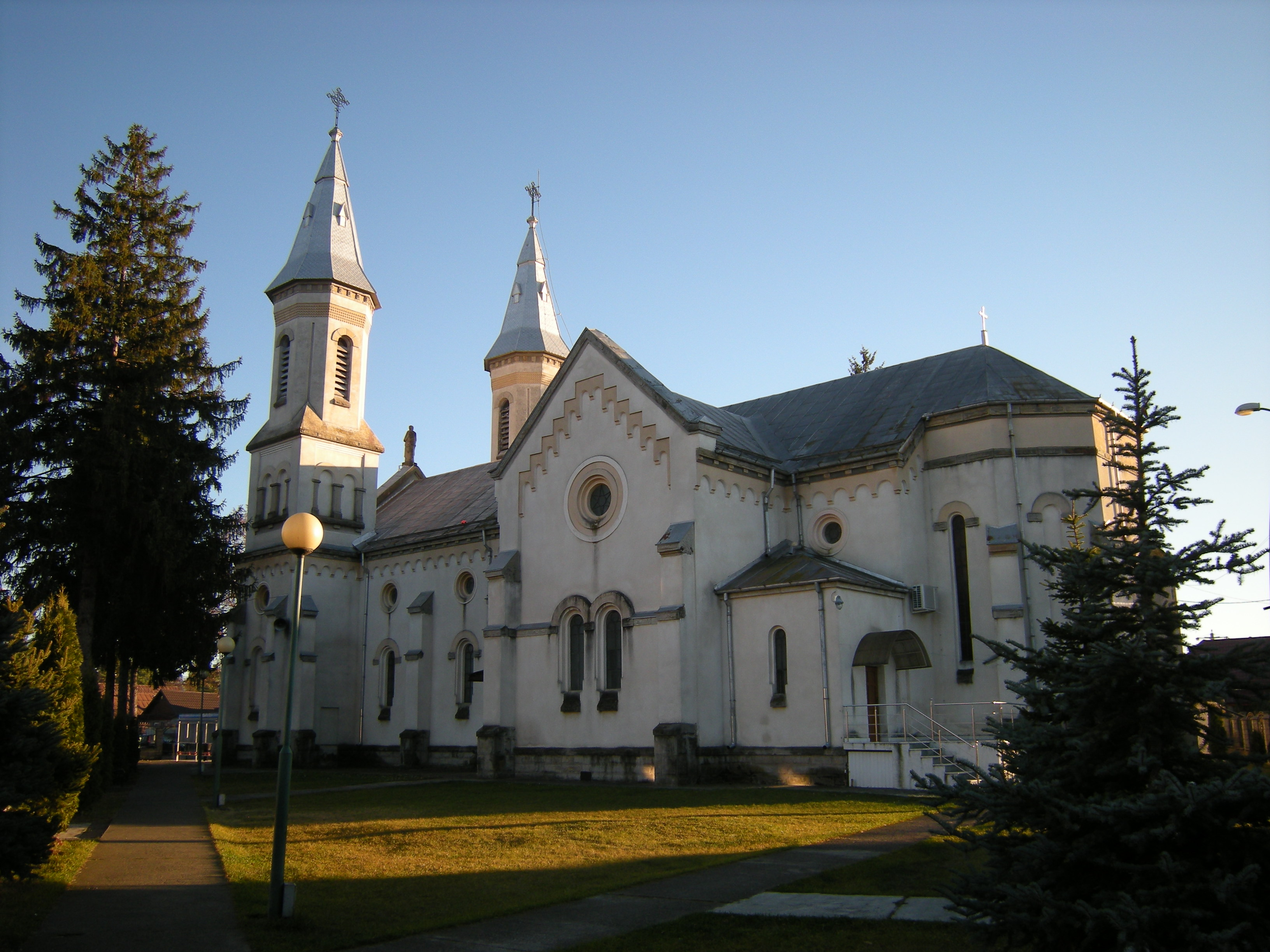
Biserica văzută dinspre nord-est
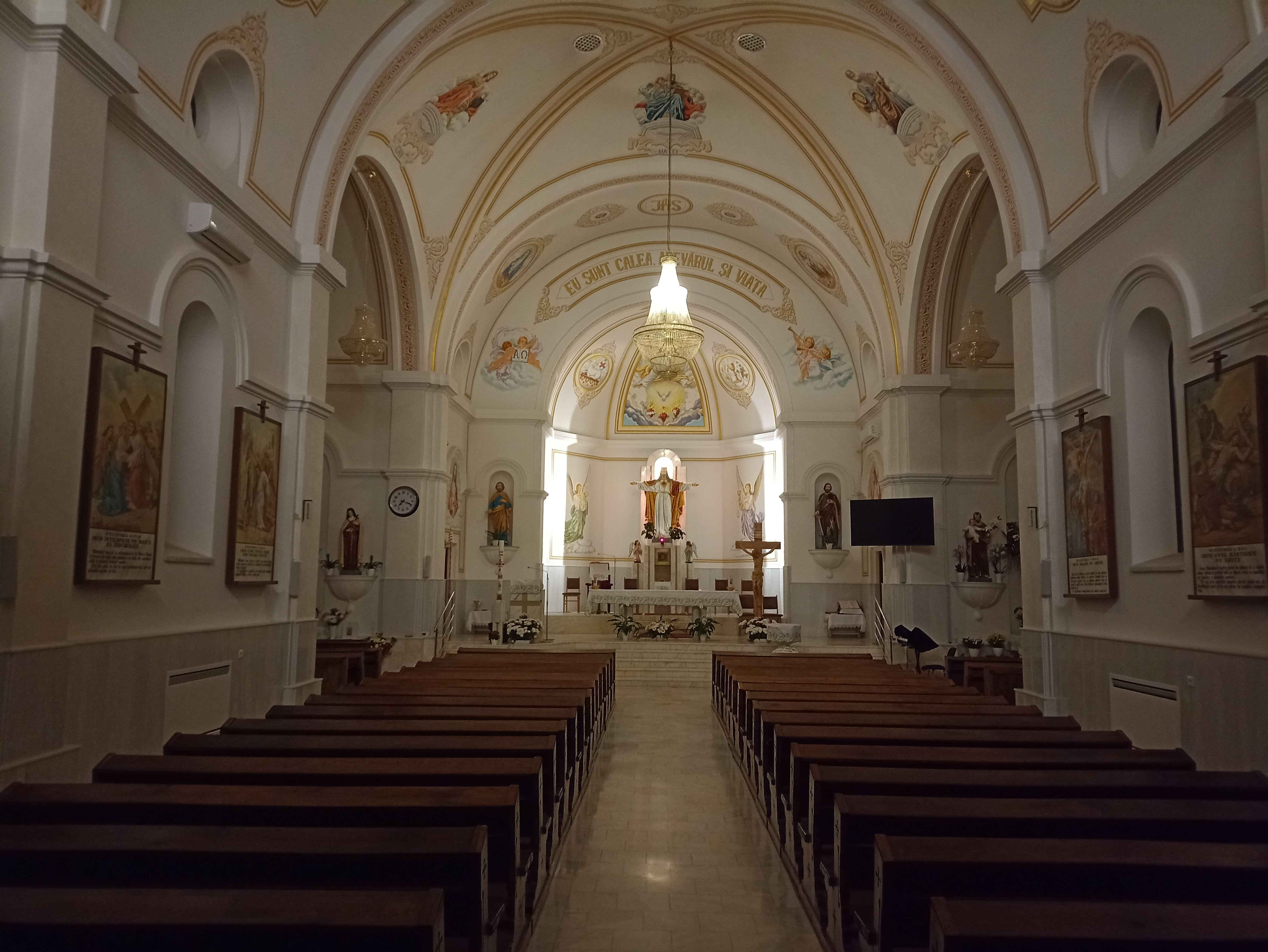
Interiorul bisericii
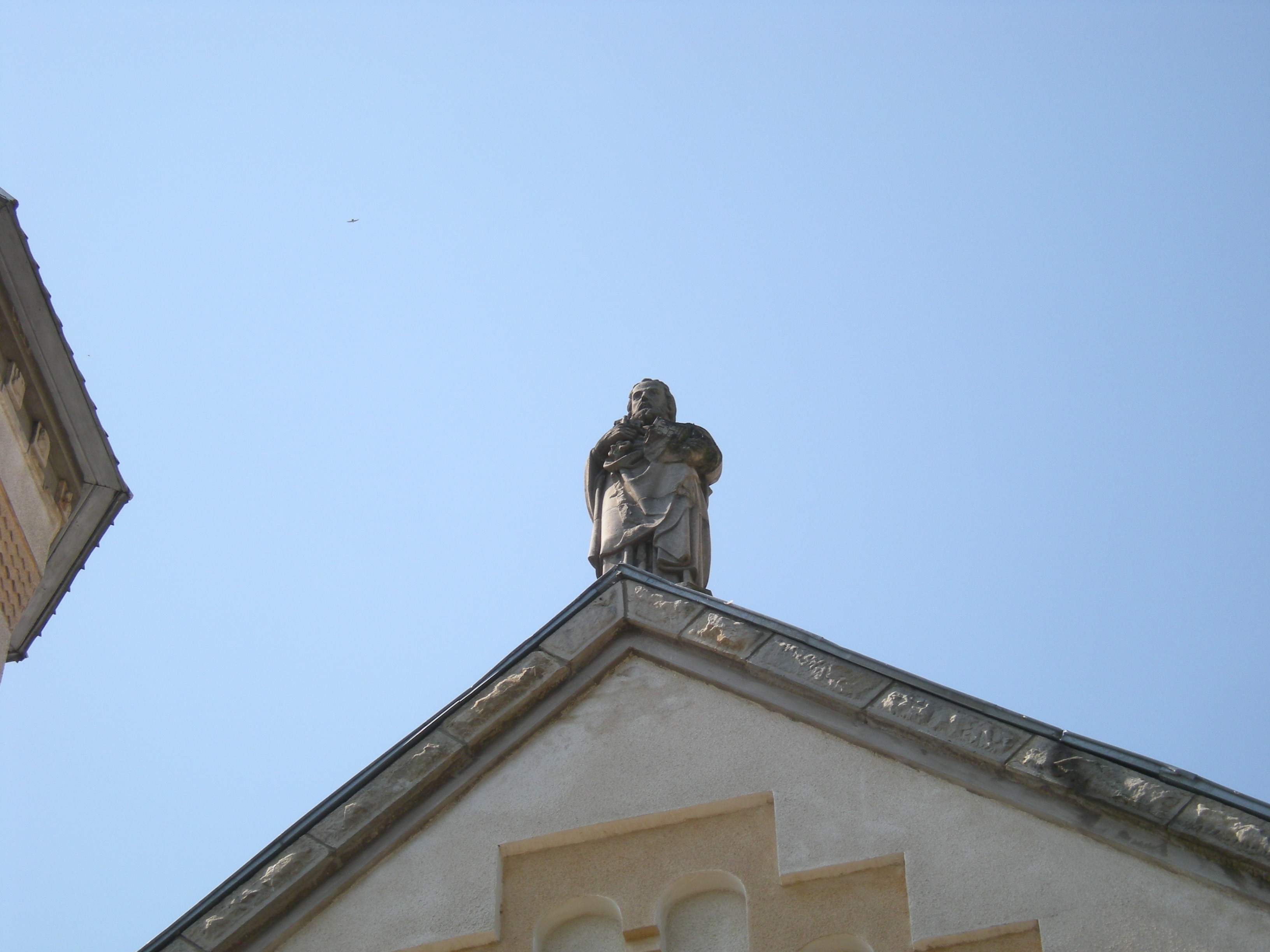
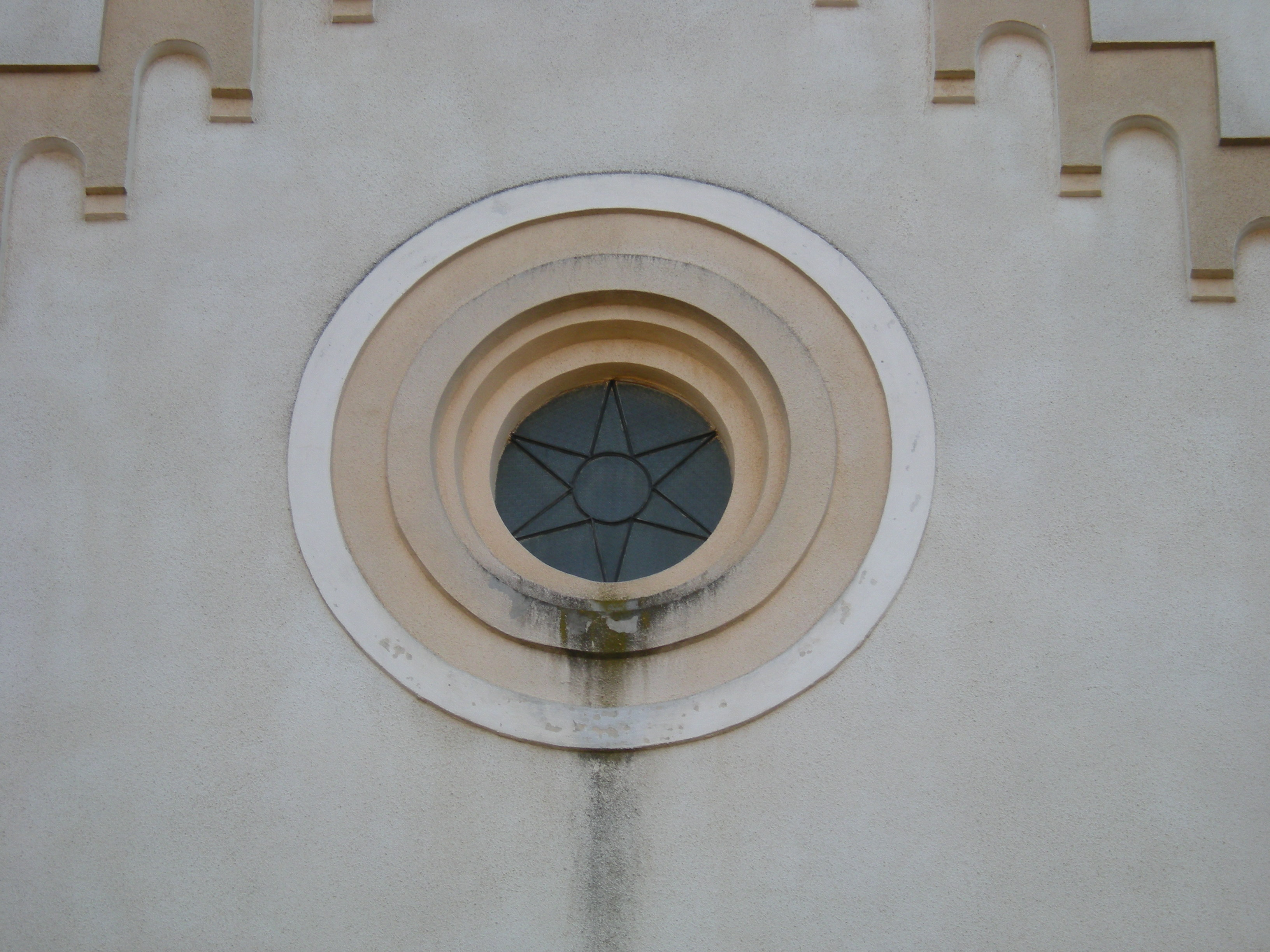
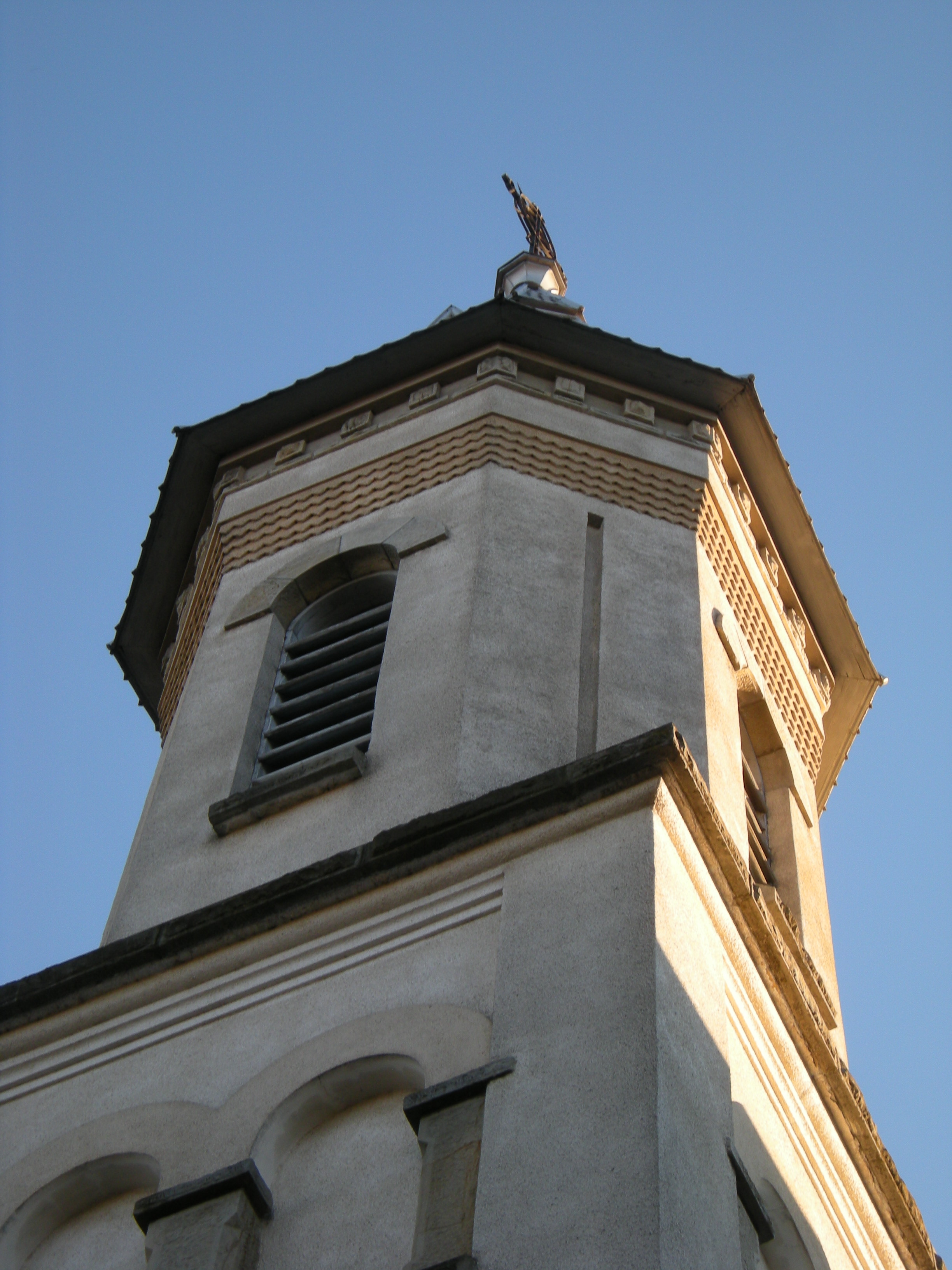
Turnul de la nord

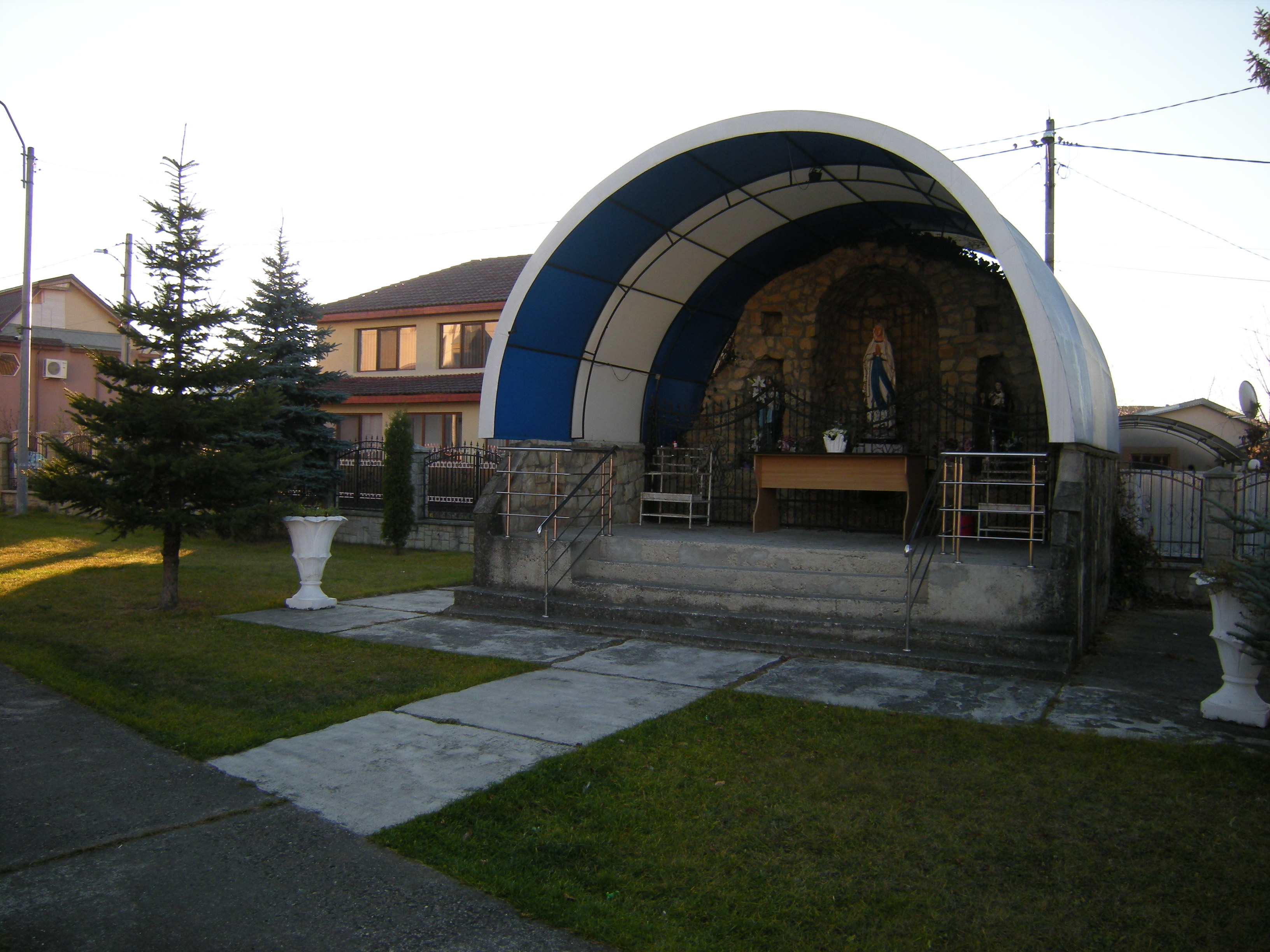
Amplasamentul bisericii terminate în anul 1854
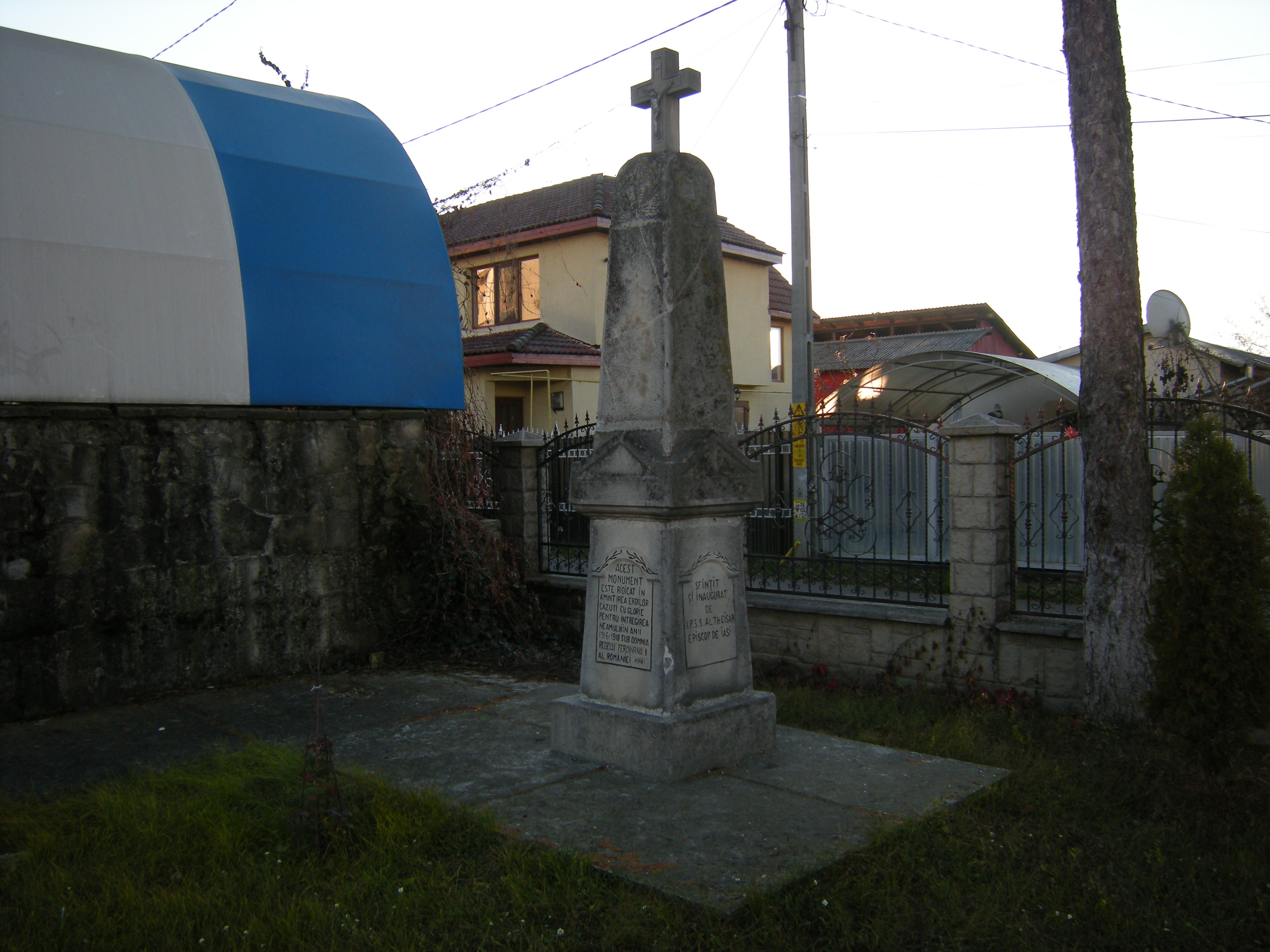
Monument dedicat eroilor catolici din Primul Război Mondial, sfințit și inaugurat de Alexandru Cisar
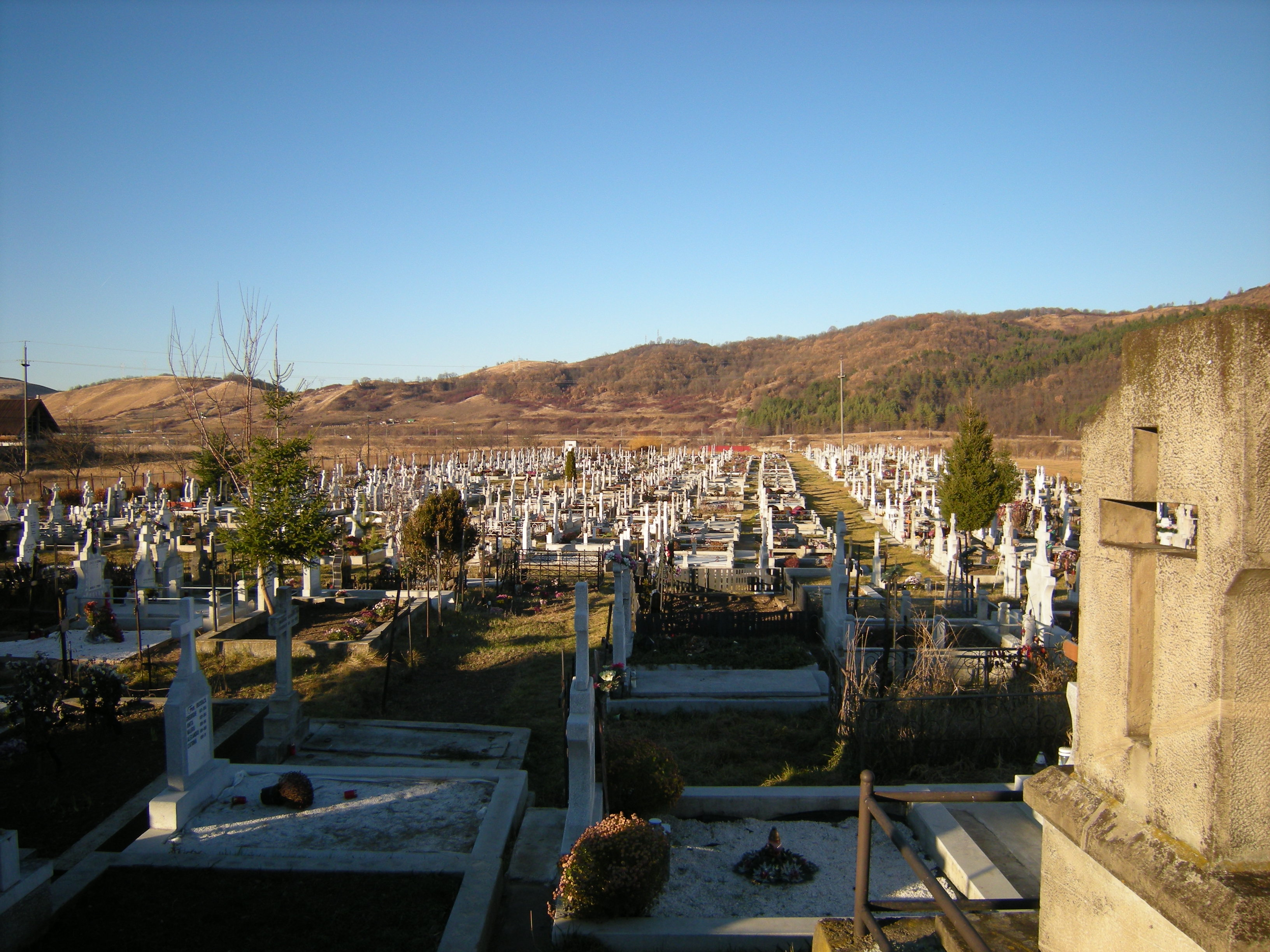
Partea din spate a cimitirului catolic, văzută de pe dealul fostei biserici
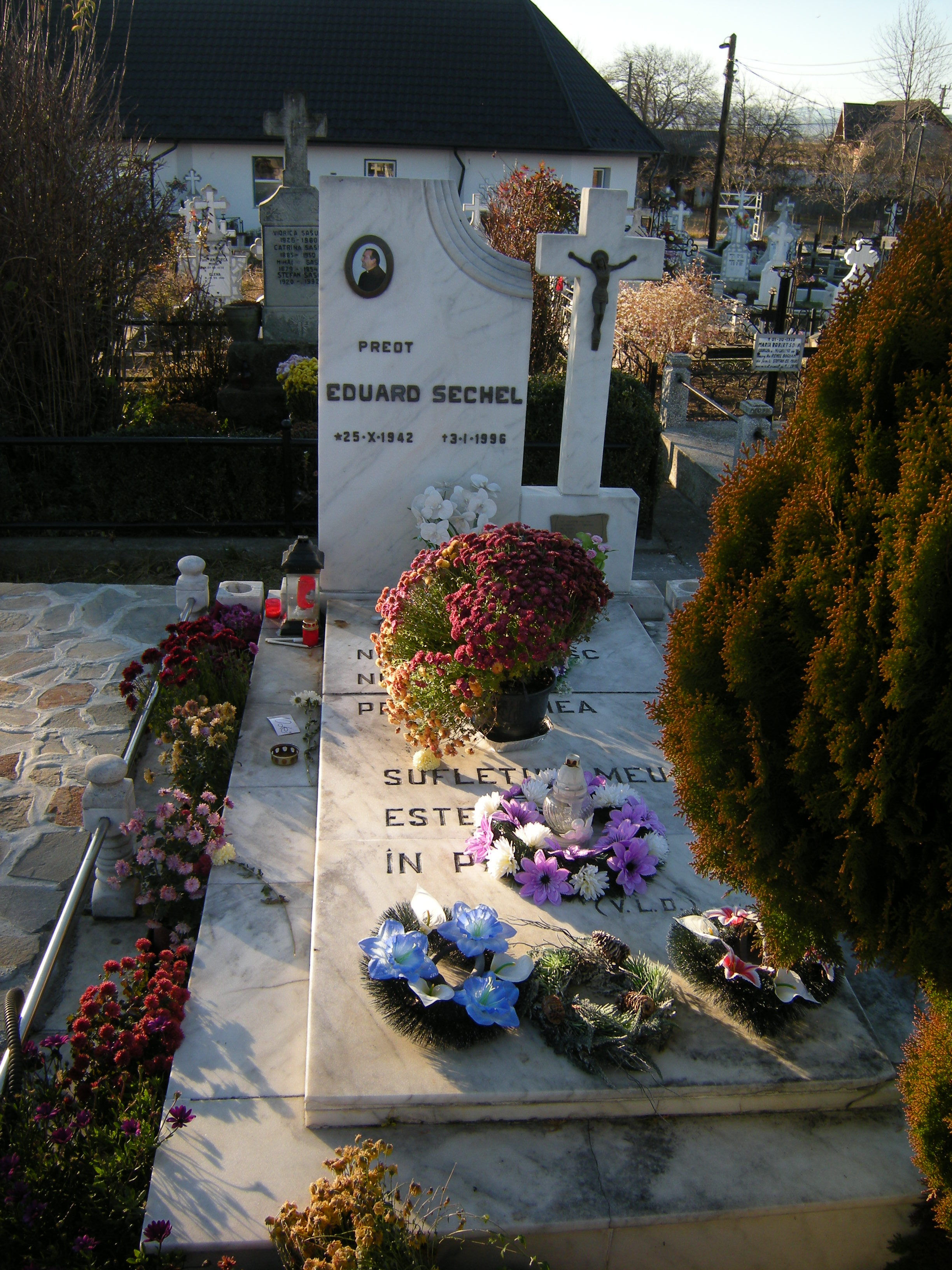
Mormântul fostului paroh Eduard Sechel, aflat pe dealul fostei biserici

### Decanatul
Decanatul de Trotuș cuprinde 13 parohii: Berzunți, Nicorești, Oituz, Onești I „Sfinții Apostoli Petru și Paul”, Onești II „Sf. Tereza”, Pârgărești, Pralea, Satu-Nou, Stufu, Ștefan cel Mare, Târgu Ocna, Târgu Trotuș, Tuta, plus Sanctuarul Diecezan „Fericitul Ieremia” (parte a parohiei „Sfinții Apostoli Petru și Paul” Onești). În componența decanatului intră parohiile cu toate filialele – comunitățile catolice fără un paroh propriu în număr de 27, cu sau fără biserici.
Cea mai veche parohie din decanat este parohia Târgu-Trotuș, secolul al XIV-lea (cu cea mai veche biserică) iar cea mai nouă este Ferestrău „Sf. Tereza” (2016). Cea mai mare parohie catolică din zonă este Oituz (circa 3700 de credincioși), Onești I (circa 2800), Tuta (circa 2200) și Onești – „Sfânta Tereza a Pruncului Isus” (peste 1700). În total, în Decanatul de Trotuș sunt circa 25.000 de romano-catolici.